# Acalolepta daosus
Acalolepta daosus là một loài bọ cánh cứng trong họ Cerambycidae.